# Конструкција (грађевинска)
Конструкција је битан грађевински, али и естетски, елемент архитектуре. Свака конструкција се састоји од носача (окомитих елемената) и терета (водоравних елемената). Носачи су: зид, пилон, ступ (архитектура), стуб и аркада. Терети су: архитрав, забат, плафон, свод, кров и купола.

## Конструкцијски елементи
Конструктиван је онај елеменат који је статички и технички неопходан да би неки објекат могао да стоји. Архитектонске конструкције се разликују по материјалима који су употребљени као дрво, бетон, гвожђе, камен, опека и сл. Природа материјала и функција диктира облик конструкције али у основи он је зависан од отпора и гравитације. Основни елементи код сваке конструкције су 
- терети и
- носачи.

Конструктивна нужност доводи до низа облика конструкција али социајално историјска потреба и развој свести дају нове конструкције. За поједина раздобља је карактеристично да се поједине конструкције приказују и јасно су видљива док се у другим случајевима прикривају.
Нови материјали и тенике дали су нове и изванреедне могућности и посебно значење конструкцијеу модерној уметности („конструктивизам“). Параболоидне и хиперболоидне форме армирано бетонских конструкција доводе до стапања сила и терета. Носиоци експресивне силе архитектуре постају елементи конструкције. Облици и грађевинске конструкције челика и бетона у знатној су мери утицале на поставке естетике у савременој уметности.